# حصار عكا (1831)
حصار عكا 1831، حدث أثناء الحرب المصرية العثمانية (1831-1833). انتهت بإستيلاء إبراهيم باشا علي المدينة.

## خلفية
كانت عكا محصنة بأسوار متينة وتحميها عدة أبراج من الشرق والشمال. أما من جهة البحر فكانت الأسوار أقل متانة من السوار القائمة من جهة البر. والمياه المجاورة لها قليلة العمق لا تسمح للسفن الكبيرة بالرسو على مقربة منها. كانت جميع الحصون في حالة جيدة. وصفت حصون عكاء في كثير من الكتب المعاصرة وممن تناولها بالإفاضة المؤرخ أسد رستم. كانت حامية المدينة مؤلفة من ثلاثة ألاف مقاتل ومعهم مدفعية قوية وكميات وفيرة من المؤن والذخيرة والمياه والطعام، تكفي الحامية لحصار طويل الأمد. باختصار كانت استحكامات عكا غاية في المنعة بعد الإصلاح الذي شملها عقب انسحاب الفرنسيين منها.

## الحصار
في يوم 26 نوفمبر 1831م استهل إبراهيم باشا محاصرة عكا فاستبسلت حاميتها في الدفاع عنها – وقد امتاز العكاويون بروح قتال وبمعنوية عالية إلى نهاية القتال – وانتصرت حامية بعض الأبراج على المصريين، مما حدا إبراهيم باشا أن يطلق نيران مدفعيته علهيا أياما متواليات لكن بدون جدوى. في هذه الأثناء أرسل محمد علي إلى عكا مهندسا قديرا تولى إدارة أعمال الحصار بكل دقة. تمكن المصريون بالرغم من شدة مقاومة الحامية، من فتح ثغرتين في الجهة الشرقية من السور، وأمطروا المدينة وابلا من القنابل والرصاص، برا وبحرا، فجريت المدينة ومات الكثيرون من رجالها مع ذلك استمرت تدافع بكل شجاعة. صبت المدافع المصرية النيران على أسوارها ونجحت في فتح ثلاث ثغرات ولكن بدون أثر. في خلال تبادل النيران أصيبت بعض السفن بتلف كبير، الشيء الذي دفع إبراهيم باشا على القيام بهجوم عام. قبيل شروعه في تنفيذ خطته دعا عبد الله باشا إلى التسليم فأبى. استعصمت عكا على الجيش المصري، وانقضت ثلاثة أشهر بدون معارك تستحق الذكر، فارتأى إبراهيم باشا الصمود قبالتها بينما تقدمت بعض وحداته – كما قلنا – واستولت على صور وصيدا وبيروت وطرابلس في الشمال. لما وضح فوز إبراهيم باشا العسكري، وتقدمه الخاطف، واستيلائه على ثغور الشام الأخرى، وهي مفاتيح ينفذ منها الفاتح إلى داخلية البلاد.
كانت عكا على جانب عظيم من المنعة، ولا غرو فهي التي اعجزت نابليون منذ نيف وثلاثين سنة عن فتحها، وقد زاد احمد باشا الجزار في استحكاماتها القديمة بعد انسحاب الفرنسيين من سورية فصارت امنع مما كانت، فكان عبد الله باشا مطمئنا إلى امتناعه بها، واثقا من عجز الجيش المصري عن اقتحامها، وكانت حامية المدينة مؤلفة من ثلاثة آلاف مقاتل، فاعتزم أن يدافع عنها دفاع المستميت.
زحف الجيش المصري على عكا وضرب عليها الحصار منذ يوم 26 نوفمبر واشتركت العمارة المصرية في حصارها من البحر، فكان الحصار مضروبا عليها برا وبحرا، وأطلقت مدافع البر والبحر قنابلها على أسوار عكا وحصونها، ولكن الحصون جاوبتها بنار حامية وأحدثت أضرارا ببعض السفن المصرية مما اضطرها إلى الرجوع للإسكندرية لاصلاح ما أصابها من العطب، فاستعصت عكا على الجيش المصري، وانقضت ثلاثة أشهر دون أن ينال منها منالا، وأخذ إبراهيم باشا في خلال هذه المدة يحتل المواقع الهمة في ولاية صيدا وما حولها، فاحتلت فرقة من الجنود المصرية بقيادة حسن بك المانسترلي وصور وصيدا وبيروت وطرابلس واحتلت كتيبة أخرى مدينة القدس وكان الجيش كلما نزل ببلدة سلمت له بدون قتال.

### موقف الدولة العثمانية
اضطربت الدولة العثمانية أمام زحف الجيش المصري، وبادرت في بادئ الأمر إلى إرسال مندوب عنها إلى محمد علي باشا يطلب اليه الكف عن القتال. كان الباشا يعلم بارتباك أحوال تركيا وعجزها عن حشد جيش يصد زحف الحملة المصرية، فأخذ يماطل في الجواب، وتظاهر بالإخلاص للدولة العثمانية، وفي الوقت نفسه أرسل إلى إبراهيم باشا يأمره بمواصلة الحرب وتشديد الحصار على عكا حتى يفتحها قبل أن يصل الجيش التركي لنجدتها إذا فكرت تركيا في امدادها.
حشد الباب العالي نحو عشرين الف مقاتل تحت قيادة عثمان باشا اللبيب والي طرابلس وعهد اليه رفع الحصار. فزحف الجيش العثماني يرمي اليها، وضم إليه كل من لقبهم في طريقه من جموع الأكراد والعرب. علم إبراهيم باشا بتحرك هذا الجيش، فعقد مجلسا حربيا من نخبة ضباطه وأركان حربه يتدبر في الأمر، فاستقر رايه على أن يترك حول عكا القوة الكافية لمتابعة الحصار، وأن يتحرك بالجزء الآخر من جيشه ليصادم الجيش التركي في الطريق، ويتغلب عليه قبل أن يصل الي عكا.
تقدم عثمان باشا يقود بضعة آلاف من جنوده وانتهز فرصة اشتغال إبراهيم باشا في حصار عكا فهاجم طرابلس التي كانت تحتلها حامية مصرية فدخل المدينة، لكن جنود الحامية ردوا المهاجمين على أعقابهم، على أن مركزهم لم يلبث أن تحرك بازدياد قوات الأعداء وصارت طرابلس مهددة بسقوطها في يد الترك، فبادر إبراهيم باشا إلى نجدتها وسار اليها بطريق الساحل فلما اقترب منها ارتد عنا عثمان باشا.